# The Illustrated London News
The Illustrated London News foi o primeiro jornal ilustrado semanal do mundo. Fundado em 1842, em Londres, na Inglaterra, foi publicado regularmente até o ano de 1971.

## Colaboradores

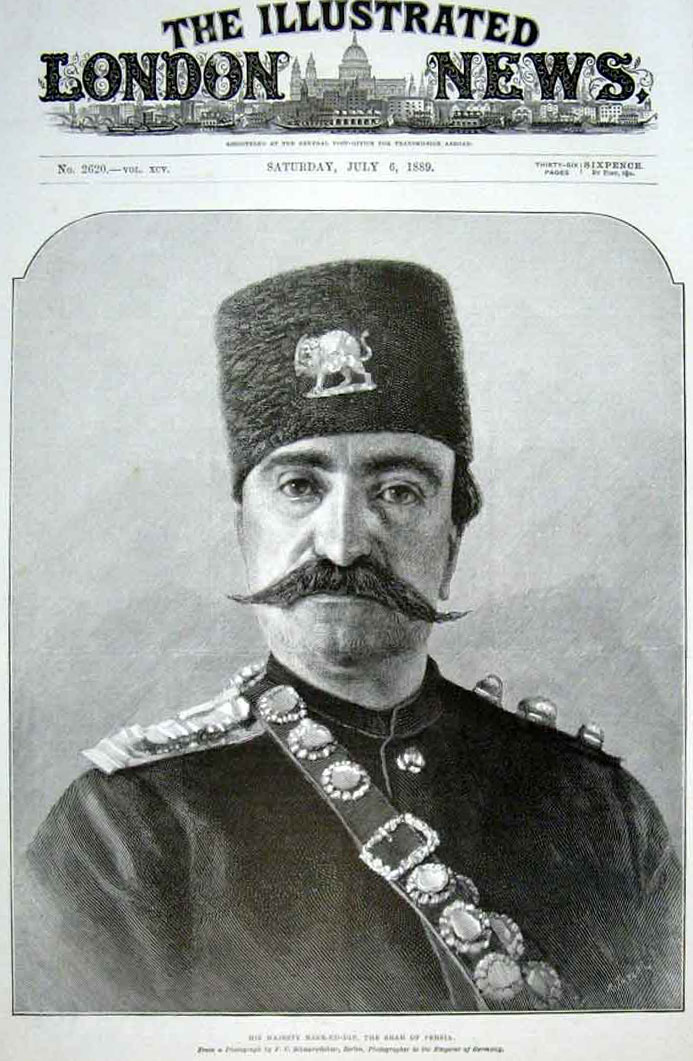
Naceradim Xá Cajar, na primeira página do Illustrated London News, em sua última visita à Grã-Bretanha

A primeira geração de desenhistas e gravuristas do jornal incluiu sir John Gilbert, Birket Foster, e George Cruikshank, entre os primeiros, e W. J. Linton, Ebenezer Landells e George Thomas, entre os segundos. Douglas Jerrold, Richard Garnett e Shirley Brooks estavam entre os colaboradores literários regulares. 
Outros ilustradores, fotógrafos e artistas que contribuíram para o jornal foram Mabel Lucie Attwell, E. H. Shepard, Kate Greenaway, W. Heath Robinson e seu irmão Charles Robinson, George E. Studdy, David Wright, Melton Prior, William Simpson, Frederic Villiers, Edmund Blampied, Frank Reynolds, Lawson Wood, H. M. Bateman, Bruce Bairnsfather, C. E. Turner, R. Caton Woodville, A. Forestier, Fortunino Matania, Christina Broom e Louis Wain. 
Entre escritores e jornalistas que tiveram textos seus publicados no jornal estiveram Robert Louis Stevenson, Thomas Hardy, George Augustus Sala, J. M. Barrie, Wilkie Collins, Joseph Conrad, Arthur Conan Doyle, Rudyard Kipling, G. K. Chesterton, Agatha Christie, Arthur Bryant e Tim Beaumont (que escreveu sobre culinária).

## Editores
1842: Frederick William Naylor Bayley
1848: John Timbs
1852: Charles Mackay
1859: John Lash
1891: Clement Shorter
1900: Bruce Ingram
1963: Hugh Ingram
1965: Timothy Green
1966: John Kisch
1970: James Bishop
1995: Mark Palmer